# 守夜人国家
守夜人國家（英語：night-watchman state）是一種國家形式，其以小政府為特點。在守夜人國家，政府的唯一角色就是透過軍隊、警察、法院來確保每位公民皆在遵守互不侵犯原則，以讓他們免受侵略、偷竊、違約、詐騙、財產法的干預。推廣它的人統稱為小政府主義者（minarchists）。
此一類型的政体跟美國自由意志主義、客觀主義、右派自由意志主義等政治理念密切相關，不過無政府主義者以外的自由意志社會主義者及左翼自由意志主義者同樣會支持小政府主義。一些無政府主義者及左翼自由意志主義者相信社會安全網對於工人階級而言只是短期的目標。長遠而言一旦國家及資本主義被推翻，那麼就不需要之。故此亦同樣支持建立最小限度的福利國家。另外一些左翼自由意志主義者認為在廢除社會福利保障之前，應先废除公司福利。
羅伯特·諾齊克在《無政府、國家與烏托邦》（1974）中支持建立守夜人國家，使得此一概念變得普及起來。歴史學家查尔斯·汤森德形容，19世紀的英國是守夜人國家的典範。

## 詞源
1862年，德國社會主義者斐迪南·拉萨尔在柏林發表的一篇演講中首次用到了守夜人國家（德語：Nachtwächterstaat）一詞。他於當中批評了「資產階級自由主義小政府國家」的無所作為，就像守夜人一樣只是為了防止其他人盜取財產而存在。很快，此一用詞就被用於形容資本主義政府。相關情況在自由主義開始用於代指更為參與社會事務的國家後也沒有改變。
路德維希·馮·米塞斯於後來評論指，即使拉萨尔想令小政府看上去荒唐可笑，但沒什麼比起需要慮及「如何制作酸菜、裤扣及出版報紙」的政府更為可笑荒謬。
推廣它的人統稱為小政府主義者（minarchists）。「minarchists」是「minimum」跟「-archy」的混成詞。Arche（/ˈɑːrki/）是希腊语用詞，意指「首位、权力」、「統治方法」、「帝王、王國」、「权威」、「命令」 。小政府主義者一詞為塞繆爾·愛德華·康金三世於1980年所創。

## 理念
一般来说，小政府主義者認為只有在邏輯上堅守互不侵犯原則的國家，才能夠被證成。他們認為無政府資本主義是不切實際的，因為在這樣的一個社會執法者之間是容許競爭的，不足以使人遵守互不侵犯原則。另一個反對無政府資本主義的常見理由就是，私人辩护公司和法院公司往往会偏袒付钱给他们的人的利益。
一些小政府主義者認為國家會無可避免地繼續存在，故此任何嘗試建立無國家社會的努力都是徒勞無功的。羅伯特·諾齊克在《無政府、國家與烏托邦》（1974）中推廣了守夜人國家此一概念，並認為它提供了一個基本框架，以讓尊重個人基本權利的政治制度能夠跟從，令國家的存在能夠被道德證成。

### 書刊
- Machan, Tibor R. (December 2002). "Anarchism and Minarchism. A Rapprochement". Journal des Economists et des Estudes Humaines. 14 (4): 569–588.
- Nozick, Robert (1974). Anarchy, State, and Utopia. New York City: Basic Books.
- Ostrowski, Marius S. (2014). "Towards libertarian welfarism: protecting agency in the night-watchman state". Journal of Political Ideologies. 13 (1): 107–128.
- Wolff, Jonathan (1991). Robert Nozick: Property, Justice, and the Minimal State. Cambridge, England: Polity Press.

## 外部連結
- Anarchism/Minarchism: Is a Government Part of a Free Country? by Roderick T. Long and Tibor R. Machan
- "Market Anarchism as Constitutionalism"（页面存档备份，存于） by Roderick T. Long
- "Chaos Theory: Two Essays on Market Anarchy"（页面存档备份，存于） by Robert P. Murphy
- Robert Nozick and the Immaculate Conception of the State（页面存档备份，存于） by Murray Rothbard